# Acanthocalycium spiniflorum
Acanthocalycium spiniflorum es una especie de planta suculenta perteneciente al género Acanthocalycium, dentro de la familia Cactaceae. Es endémica de Argentina.

## Descripción

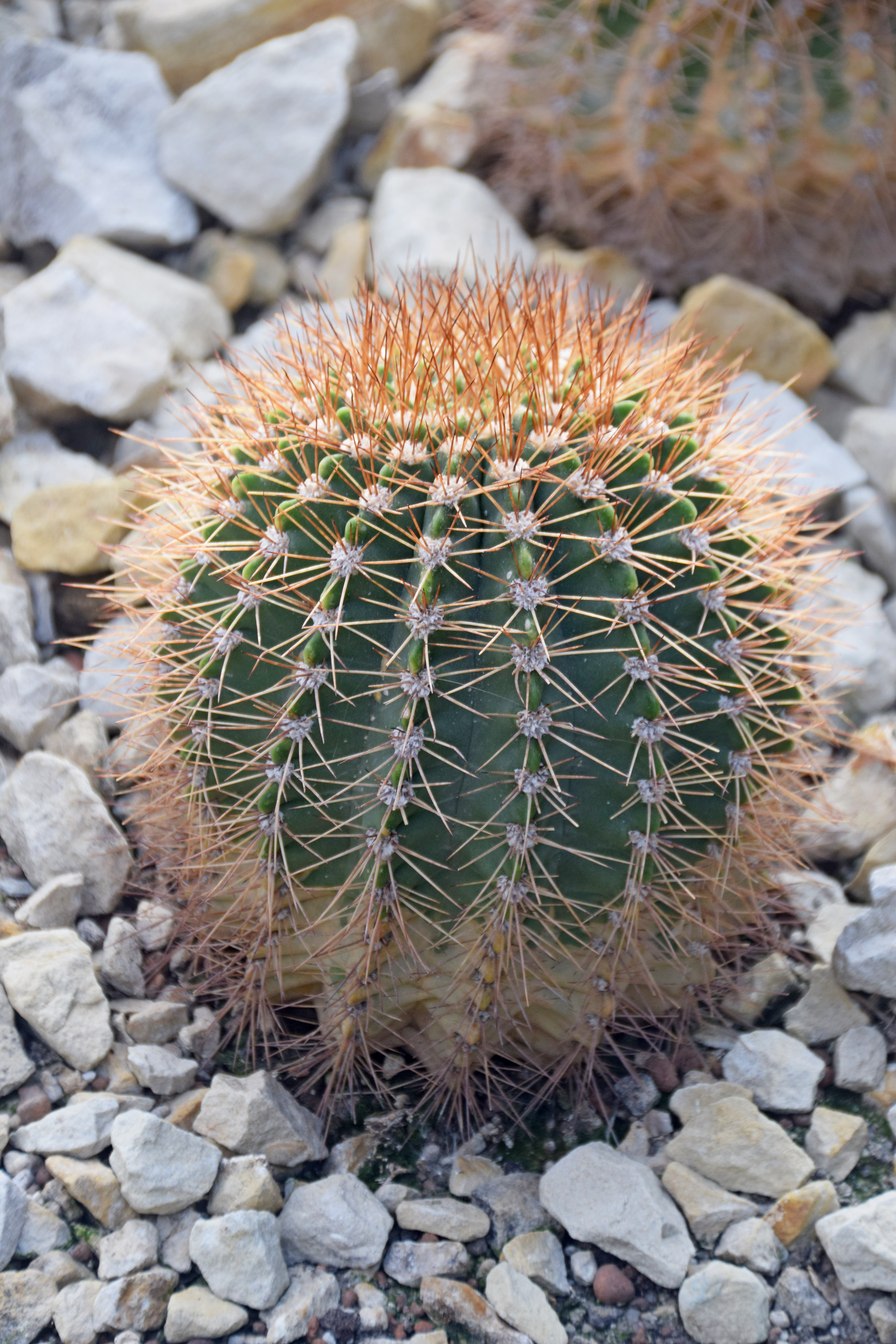
Detalle del tallo y las espinas

Acanthocalycium spiniflorum crece generalmente de forma solitaria, con tallos esféricos o ligeramente alargados que llegan hasta los 60 cm de altura y 15 cm de diámetro. 
Tiene de 16 a 20 costillas de hasta 1 cm de alto y están algo divididas en jorobas. Presenta de 10 a 20 espinas rectas y flexibles, en forma de aguja, de color amarillento a marrón. Tienen la punta más oscura y se vuelven grises con la edad. 

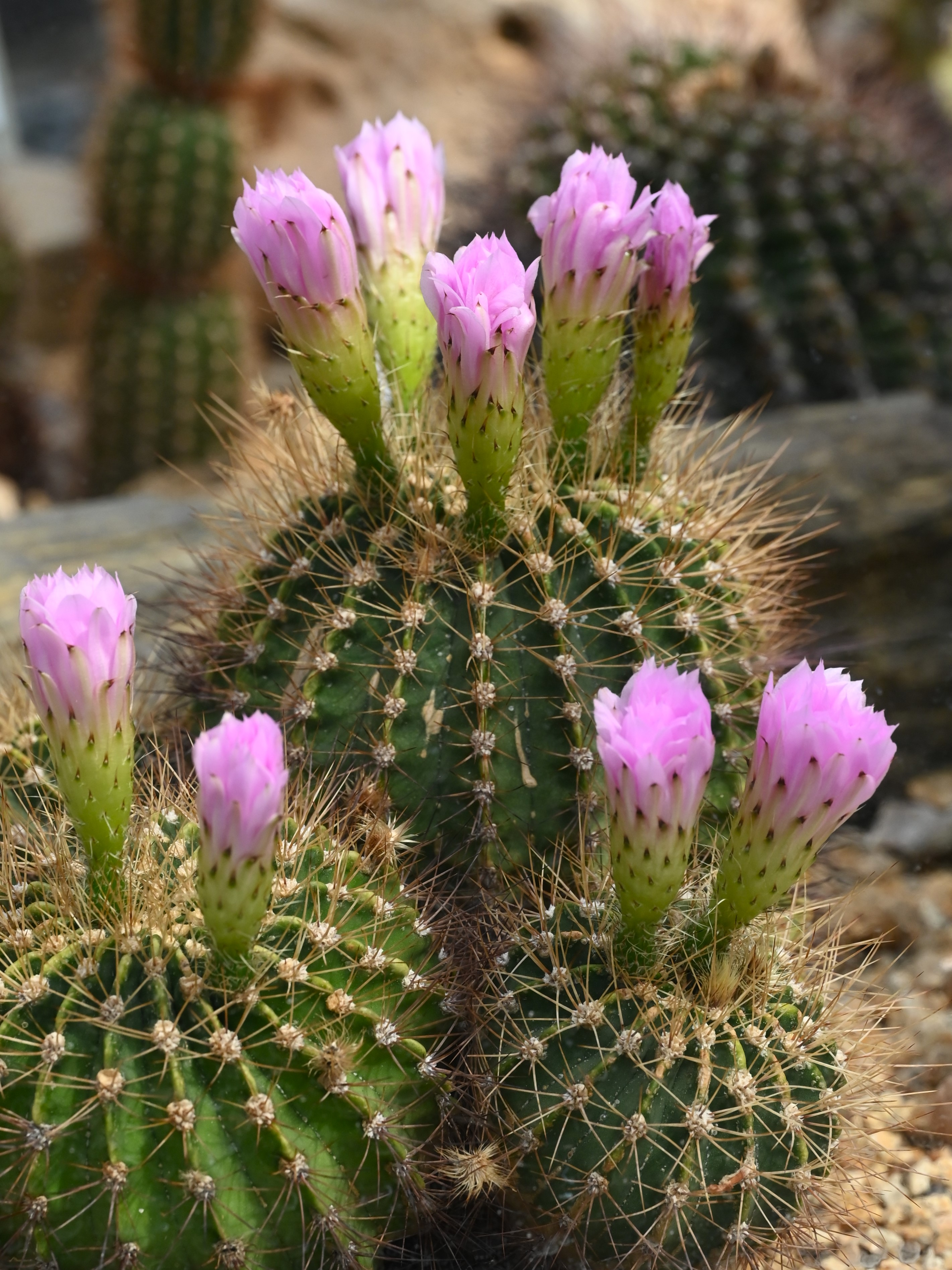
Planta en floración

Produce muchas flores en verano, las cuales tienen forma de embudo o de campana y pueden ser de color púrpura, rosa o blanco. Tienen una longitud de hasta 4 cm y tienen el mismo diámetro.

## Distribución y hábitat
El área de distribución nativa de esta especie es el noroeste de Argentina y crece principalmente en biomas desérticos o de matorrales secos.

## Taxonomía
La primera descripción de esta especie fue como Echinocactus spiniflorus, publicada en 1903 por el botánico alemán Karl Moritz Schumann en el libro Gesamtbeschreibung der Kakteen 1:88.
Más tarde, el botánico alemán Curt Backeberg trasladó la especie al género Acanthocalycium, por lo que pasó a llamarse Acanthocalycium spiniflorum. Registró estos cambios en el libro Kaktus-ABC: 255, publicado en 1936.

Etimología
- Acanthocalycium: nombre genérico que proviene del griego akantha (que significa 'espinoso') y kalyx (que significa 'yemas'), haciendo referencia a las espinas de los tubos florales.
- spiniflorum: epíteto específico latino que significa 'de flores espinosas'.[3]

Sinonimia
- Echinocactus spiniflorus K. Schum. (1903) (basónimo)
- Echinopsis spiniflora (K.Schum.) A.Berger (1929)
- Lobivia spiniflora (K.Schum.) Britton & Rose (1926)
- Acanthocalycium klimpelianum (Weidlich & Werderm.) Backeb. (1936)
- Acanthocalycium klimpelianum var. macranthum (Rausch) J.G.Lamb. (1998)
- Acanthocalycium peitscherianum Backeb. (1936)
- Acanthocalycium spiniflorum f. peitscherianum (Backeb.) Donald (1975)
- Acanthocalycium spiniflorum f. violaceum (Werderm.) Donald (1975)
- Acanthocalycium violaceum (Werderm.) Backeb. (1936)
- Echinopsis klimpeliana Weidlich & Werderm. (1928)
- Echinopsis peitscherana (Backeb.) H. Friedrich y G. D. Rowley (1974)
- Echinopsis violacea Werderm. (1931)
- Lobivia klimpeliana (Weidlich & Werderm.) A.Berger (1929)
- Lobivia spiniflora var. klimpeliana (Weidlich & Werderm.) Rausch (publicación 1985-1986, 1987)
- Lobivia spiniflora var. macrantha Rausch (publicación 1985-1986, 1987)
- Lobivia spiniflora var. peitscheriana (Backeb.) Rausch (publicación 1985-1986, 1987)
- Lobivia spiniflora var. violacea (Werderm.) Rausch (publicación 1985-1986, 1987)

## Estado de conservación
En la Lista Roja de Especies Amenazadas de la UICN, la especie está clasificada como de “Preocupación Menor (LC)”.

## Usos
Se cultiva principalmente como planta ornamental y se multiplica a través de semillas.